# Henryk (prénom)
Pour les articles homonymes, voir Henryk.
Cette page présente le prénom Henryk ainsi que ses variantes.
Henryk est un prénom masculin polonais apparenté à Henri.

## Personnalités portant ce prénom
- Pour l'ensemble des articles sur les personnes portant ce prénom, consulter :
  - la liste des articles dont le titre commence par ce prénom
  - les listes produites par Wikidata : Liste des personnes de prénom « Henryk » — même liste en incluant les éventuels prénoms composés qui contiennent « Henryk ».

- Henryk Arctowski (1871-1958), océanographe et météorologue polonais ;
- Henryk Bałuszyński (1972-2012), joueur polonais de football ;
- Henryk Berlewi (1894-1967), peintre et dessinateur polonais ;
- Henryk Blazej (né en 1952), flûtiste polonais ;
- Henryk Bukowski (né en 1934), peintre expressionniste polonais ;
- Henryk Bull (1844-1930), homme d'affaires et explorateur norvégien ;
- Henryk Cegielski (1945-2015), joueur polonais de basket-ball ;
- Henryk Chmielewski (1914-1998), boxeur polonais ;
- Henryk Czudek (1930-2006), professeur polonais de littérature française ;
- Henryk Dampc (1935-2000), boxeur polonais ;
- Henryk Dembiński (1791-1864), général d'armée et ingénieur polonais ;
- Henryk Dobrzański (1897-1940), officier de l'armée polonaise ;
- Henryk Elzenberg (1887-1967), éthicien et axiologue polonais ;
- Henryk Friedman (1903-1942), joueur d'échecs polonais ;
- Henryk Fros (1922-1998), prêtre jésuite polonais ;
- Henryk Galant (né en 1956), athlète polonais en 400 mètres ;
- Henryk Gericke (né en 1964), écrivain et galériste allemand ;
- Henryk Górecki (1933-2010), compositeur polonais ;
- Henryk Grabowski (1929-2012), athlète polonais en saut en longueur ;
- Henryk Grossmann (1881-1950), économiste et historien germano-polonais ;
- Henryk Gruth (né en 1957), joueur polonais de hockey sur glace ;
- Henryk Roman Gulbinowicz (1923-2020), archevêque et cardinal polonais ;
- Henryk Hoser (né en 1942), évêque catholique polonais ;
- Henryk Iwaniec (né en 1947), mathématicien américano-polonais ;
- Henryk Iwański (1902-1978), lieutenant-colonel polonais ;
- Henryk Jabłoński (1909-2003), homme d'État polonais ;
- Henryk Jaźnicki (1917-2004), joueur polonais de football ;
- Henryk Jordan (1842-1907), médecin et philanthrope polonais ;
- Henryk Józewski (1892-1981), homme politique polonais ;
- Henryk Ignacy Kamieński (1777-1831), officier polonais ;
- Henryk Kasperczak (né en 1946), joueur polonais de football ;
- Henryk Kempny (1934-2016), joueur polonais de football ;
- Henryk Kowalczyk (né en 1956), homme politique polonais ;
- Henryk Krasiński (1804-1876), officier et écrivain polonais ;
- Henryk Kukier (1930-2020), boxeur polonais ;
- Henryk Leliwa-Roycewicz (1898-1990), colonel polonais de cavalerie ;
- Henryk Liefeldt (1894-1937), pilote automobile polonais ;
- Jerzy Henryk Lubomirski (1817-1872), prince austro-hongrois ;
- Henryk Ludwik Lubomirski (1777-1850), prince polonais ;
- Henryk Maculewicz (né en 1950), joueur polonais de football ;
- Henryk Mandelbaum (1922-2008), survivant polonais d'Auschwitz ;
- Henryk Mückenbrunn (1903-1956), skieur polonais en combiné nordique ;
- Henryk Muszyński (né en 1933), prélat et archevêque polonais ;
- Henryk Nielaba (né en 1933), escrimeur polonais ;
- Henryk Niedźwiedzki (1933-2018), boxeur polonais ;
- Henryk Okarma (né en 1959), biologiste polonais ;
- Henryk Opienski (1870-1942), compositeur et chef d'orchestre polonais ;
- Henryk Petrich (né en 1959), boxeur polonais ;
- Antoni Henryk Radziwiłł (1775-1833), homme d'État prusso-polonais ;
- Henryk Rodakowski (1823-1894), artiste peintre polonais ;
- Henryk Ross (1910-1991), photographe polonais ;
- Henryk Rozmiarek (1949-2021), joueur polonais de handball ;
- Henryk Rzewuski (1791-1866), romancier et journaliste polonais ;
- Henryk Jerzy Salwe (1862-1920), maître d'échecs polonais ;
- Henryk Siemiradzki (né en 1843), peintre et polonais et russe ;
- Henryk Sienkiewicz (1846-1916), écrivain et philanthrope polonais ;
- Henryk Skarżyński (né en 1954), oto-rhino-laryngologiste polonais ;
- Henryk Skolimowski (1930-2018), philosophe polonais ;
- Henryk Sławik (1894-1944), homme politique et diplomate polonais ;
- Henryk Stazewski (1894-1988), peintre et illustrateur polonais ;
- Henryk Szaro (1900-1942), réalisateur et scénariste polonais ;
- Henryk Szczęsny (1909-1996), pilote de chasse polonais ;
- Henryk Szeryng (1918-1988), violoniste polono-mexicain ;
- Henryk Szlajfer (né en 1947), économiste et politologue polonais ;
- Henryk Szordykowski (né en 1944), athlète polonais en demi-fond ;
- Henryk Synoracki (né en 1947), pilote motonautique polonais ;
- Henryk Tomanek (né en 1955), lutteur gréco-romain polonais ;
- Henryk Tomaszewski (1914-2005), affichiste et graphiste polonais ;
- Henryk Tomaszewski (1919-2001), comédien et mime polonais ;
- Henryk Wardach (né en 1964), joueur polonais de basket-ball ;
- Henryk Wars (1902-1977), légende de la chanson polonaise ;
- Henryk Wawrowski (né en 1949), joueur polonais de football ;
- Henryk Wieczorek (né en 1949), joueur polonais de football ;
- Henryk Wieniawski (1835-1880), violoniste et compositeur polonais ;
- Henryk Woliński (1901-1986), juste parmi les nations polonais ;
- Henryk Woźniakowski (né en 1949), éditeur et traducteur polonais ;
- Henryk Zygalski (1906-1978), mathématicien et cryptologue polonais.

### Personnage fictif
- Henryk Batuta, personnage du Wikipédia en polonais.